# Igor Grosu
Pour les articles homonymes, voir Grosu.
Igor Grosu, né le 30 novembre 1972 à Cahul, est un homme politique moldave, président par intérim du Parti action et solidarité (PAS) depuis le 9 décembre 2020. Il est président du Parlement moldave depuis le 29 juillet 2021.

## Biographie
Membre du Parti action et solidarité, pro-européen, il en prend la tête par intérim à la suite de la victoire de Maia Sandu à l’élection présidentielle de 2020.
Le 16 mars, Maia Sandu charge Igor Grosu, de former un gouvernement. Le 25 mars voit le gouvernement désigné Grosu échouer de manière automatique à obtenir la confiance du Parlement, le quorum de membres présent nécessaire à l'obtention du vote n'étant pas réuni. Le parti des socialistes Pro Moldova et le parti Shor décident en effet de boycotter la séance, qualifiant le processus de « farce » et de « pièce de théâtre ». Seuls 43 députés sont par conséquent présent lors du vote, là où la Constitution impose de réunir les voix de la majorité absolue du total des membres, soit 51 députés,. Après la victoire du PAS aux élections législatives anticipées de 2021, il est élu président du Parlement le 29 juillet 2021.